# Jeorjos Prewolarakis
Jeorjos Prewolarakis (gr. Γεώργιος Πρεβολαράκης; ur. 15 października 1990) – grecki zapaśnik walczący w stylu klasycznym. Zajął czternaste miejsce na mistrzostwach świata w 2022 i 22. miejsce w indywidualnym Pucharze Świata w 2020. Brązowy medalista igrzysk śródziemnomorskich w 2022. Dziewiąty na mistrzostwach Europy w 2020 i 2022. Ósmy na igrzyskach wojskowych w 2015 i trzynasty w 2019. Wojskowy mistrz świata w 2017 i trzeci w 2021. Trzeci na mistrzostwach śródziemnomorskich w 2014 roku.